# Eibhlín Nic Niocaill
Eibhlín Nic Niocaill (anglais : Eveleen Constance Nicholls) née le 22 octobre 1884 à Dublin et morte le 13 août 1909, est une activiste de la Ligue gaélique irlandaise. 

## Enfance et éducation
Eibhlín Nic Niocaill, née Eveleen Constance Nicholls est la seule fille d'Archibald J. Nicholls (1845-1924) et de Mary Heade (1853-1938). Son père est avocat et secrétaire du Loan Fund Board of Ireland. Elle a trois frères : Jasper, Edward et George. Malgré l'emploi au gouvernement de son père, la famille a des convictions nationalistes et parle irlandais. Son frère, George, rejoint plus tard le Sinn Féin. Au recensement de 1901, Nic Niocaill utilise l'orthographe irlandaise de son nom et George est Seoirse. 
Elle fréquente le Loreto Convent à Rathmines, puis le Loreto Convent à St Stephen's Green, où elle excelle, notamment en langues. Lors de son examen supérieur, elle obtient les premiers prix en irlandais, français et allemand, puis suit des cours à l'université royale d'Irlande au Loreto College. Lorsqu'elle obtient son BA en 1906, elle se classe première de toute l'Irlande et remporte la bourse Steward. Pour terminer sa maîtrise, elle reçoit une bourse de voyage de 300 £, voyageant en Allemagne et à Paris pour étudier le vieil irlandais avec Henri d'Arbois de Jubainville. Pendant son séjour à Paris, elle enseigne à l'université de Paris et réorganise la branche parisienne de la Ligue gaélique.

## Carrière et mort
À son retour en Irlande, elle est une membre éminente de la Ligue gaélique. Elle rejoint la branche des cinq provinces, donne des conférences et organise les Feis, un festival gaélique, de 1909. Dans ses écrits pour le journal de la Ligue, An Claidheamh Soluis, elle lie la renaissance de l'irlandais au mouvement indépendantiste ainsi qu'à l'introduction des droits des femmes. Nic Niocaill est l'une des premières féministes à écrire pour le magazine. Elle fait partie d'un grand cercle d'amis, dont Patrick Pearse et Mary E.L. Butler.
Durant l'été 1909, elle visite avec Butler le Gaeltacht du sud du Kerry. Au cours des étés précédents, elle avait voyagé dans les îles d'Aran, développant une connaissance approfondie de la langue vernaculaire gaélique. Butler rentre chez elle après une semaine à Dingle, Nic Niocaill continue à Ventry pour rester avec Thady Kevane. Là-bas, elle se lie d'amitié avec James Cousins, qui l'a décrit comme « grande, majestueuse : une incarnation de douceur et de gentillesse, une douceur qui n'a pas de vulgarité, et une douceur reposant sur la permanence et l'intrépidité ». Comme beaucoup de descriptions d'elle, elle semble idéalisée et fait référence à sa modestie, sa beauté et son calme. Le 13 juillet 1909, elle arrive sur l'île de Grande Blasket et loge dans la maison de Pádraig Ó Catháin, surnommée « le roi ». Enchantée par le lieu, elle décide de rester pour un long séjour. Sur place, elle commence à enseigner aux filles des îles à nager. Le vendredi 13 août, elle apprend ainsi à nager à Cáit, la fille de Tomas O'Crohan. Bien qu'elles ne soient qu'à quelques mètres du rivage, elle et Cáit ont des ennuis. Le frère de Cáit, Donal, tente de les sauver. Peats Tom Ó Cearnaigh tente de leur venir en aide mais ne parvient à sauver que Cáit, alors que Nic Niocaill et Donal se noient,. 
Sa mort inspire une énorme vague de chagrin à la fois locale et nationale. Elle venait d'être élue au comité exécutif de la Ligue gaélique, la plus jeune à ce poste. Un service funéraire se déroule à Dunquin, après quoi son corps est transporté par train de Dingle à Dublin, où il est accueilli par des milliers de personnes. Ils accompagnent son corps au cimetière de Glasnevin pour l'enterrement. Le journaliste Joseph Holloway écrit qu'il n'y a jamais eu d'enterrement plus solennel. Pearse qualifie Nic Niocaill de « la plus noble » de toutes les femmes qu'il connaisse dans un article du Freeman's Journal du 16 août. Plus tard, les biographes tentent d'insinuer une histoire d'amour entre elle et Pearse, mais il n'y a aucune preuve de cela. 
La Ligue gaélique fait de Nic Niocaill une héroïne pour avoir sauvé Cáit et vend des portraits d'elle lors de réunions, avec les fonds récoltés pour la famille O'Crohan. 300 photos sont vendues en juillet 1910 et rapportent plus de 21 £. Lors d'une réunion le 9 septembre 1909, 49 £ sont levées pour une bourse, en sa mémoire, pour envoyer une jeune fille au Gaeltacht, et pour une statue ou une plaque dédiée à Nic Niocaill. Au cours des six mois suivants, 100 £ sont collectées, mais les plans n'ont jamais abouti. Des éloges sont écrites par Katharine Tynan, Padraic Colum et James Cousins. 
Le livre A Dark Day on the Blaskets de Mícheál Ó Dubhshláine est inspiré par les événements entourant la mort de Nic Niocaill. La pièce Snámh na Saoirse de Róisín Sheehy raconte les événements de sa noyade,.